# 대한민국의 축구단 목록
다음은 2025 시즌 기준 대한민국의 축구단 목록이다.

## 남자 축구

### K리그1구단
| - 강원 FC - 대구 FC - 대전 하나 시티즌 - 수원 FC - 제주 SK - FC 서울 | - 광주 FC - 울산 HD FC - 전북 현대 모터스 - 포항 스틸러스 - 김천 상무 축구단 - FC 안양 |  |

### K리그2구단
| - 인천 유나이티드 FC - 경남 FC - 수원 삼성 블루윙즈 - 부천 FC 1995 - 부산 아이파크 - 서울 이랜드 FC - 김포 FC | - 안산 그리너스 FC - 전남 드래곤즈 - 충남 아산 FC - 성남 FC - 천안 시티 FC - 충북 청주 FC - 화성 FC |  |

### K3리그구단
| - 강릉시청 축구단 - 경주 한국수력원자력 축구단 - 김해시청 축구단 - 대전 코레일 축구단 - FC 목포 - 부산교통공사 축구단 - 시흥시민축구단 | - 울산시민축구단 - 창원 FC - 파주시민축구단 - 포천시민축구단 - 여주 FC - 춘천시민축구단 - 양평 FC - 전북 현대 모터스 B |  |

### K4리그구단
| - 당진시민축구단 - 거제시민축구단 - 서울 노원 유나이티드 FC - 서울 중랑 축구단 - 대구 FC B - 충주 FC | - 남양주 FC - 양주시민축구단 - 진주시민축구단 - 평창 유나이티드 FC - 평택 시티즌 FC - 세종 SA FC |  |

## 여자 축구

### WK리그구단
| - 구미 스포츠토토 여자 축구단 - 경주 한국수력원자력 여자 축구단 - 보은 상무 여자 축구단 - 서울시청 여자 축구단 | - 수원도시공사 여자 축구단 - 인천 현대제철 레드엔젤스 - 창녕 WFC - 화천 KSPO 여자 축구단 |  |

## 같이 보기
- K리그
- K리그1
- K리그2
- K3리그
- K4리그